# F.I.P.
Full Impact Productions (F.I.P.) eller Full Impact Productions Gangsta Click/Clique (F.I.P.G.C.) er en sammenslutning af danske hiphopkunstnere. Gruppen består af:
- Bai-D, Orgi-E, og Rune Rask, der tilsammen udgør gruppen Suspekt
- Johnson
- L.O.C.
- Marwan
- Troo.L.S
- U$O

F.I.P.'s udgivelser tæller bl.a. plader som Suspekt, Ingen Slukker The Stars, Dominologi, Jegvilgerneduvilgerneviskalgerne, Inkarneret, Forklædt Som Voksen, P.E.R.K.E.R., Prima Nocte, 100% Jesus og Hold Nu. Gruppen er til dato Danmarks mest succesrige hiphop-crew med sammenlagt omkring 300.000 solgte eksemplarer af de ni udgivelser.
| Musikgruppe | Spire Denne artikel om en dansk musikgruppe er en spire som bør udbygges. Du er velkommen til at hjælpe Wikipedia ved at udvide den. |